# Plélan-le-Grand
Plélan-le-Grand (bretonisch Plelann-Veur) ist eine französische Gemeinde mit 4.063 Einwohnern (Stand: 1. Januar 2022) im Département Ille-et-Vilaine in der Region Bretagne. Plélan-le-Grand gehört zum Arrondissement Rennes und zum Kanton Montfort-sur-Meu. Die Einwohner werden Plélanais(es) genannt.

## Auszeichnungen
Die Gemeinde erhielt 2014 die Auszeichnung Village étape, die vom französischen Umweltministerium nach Prüfung der Erfüllung der entsprechenden Kriterien verliehen wurde. Eines der Hauptmerkmale ist hierbei die Durchquerung der Route nationale 24 auf dem Gemeindegebiet.

## Geographie
Plélan-le-Grand liegt östlich vom Wald von Paimpont (auch Brocéliande) am Fluss Canut, der hier entspringt.

### Nachbargemeinden
Umgeben ist Plélan-le-Grand von den Nachbargemeinden Saint-Péran im Norden, Treffendel im Nordosten, Maxent im Osten und Südosten, Loutehel im Süden, Saint-Malo-de-Beignon und Beignon im Südwesten sowie Paimpont im Westen und Nordwesten.

## Bevölkerungsentwicklung
| Jahr      | 1962 | 1968 | 1975 | 1982 | 1990 | 1999 | 2006 | 2012 | 2020 |
| Einwohner | 2401 | 2336 | 2284 | 2349 | 2566 | 2940 | 3398 | 3611 | 4030 |

## Sehenswürdigkeiten
- Kirche Saint-Pierre zwischen 1850 und 1853 an der Stelle der früheren Kirche aus dem 13. Jahrhundert errichtet, von der die nördliche Kapelle und  der Glockenturm von 1620 übrig geblieben sind
- Herrenhaus im Weiler Le Pont Mussard, vermutlich aus dem 17. Jahrhundert, umgestaltet zu Beginn des 20. Jahrhunderts
- Rathaus mit Markthallen aus dem 19. Jahrhundert
- Seenlandschaft
- Brunnen von Saint Fiacre, 1866 errichtet
- Metallverhüttende Betriebe und Schmieden aus dem 19. Jahrhundert, als Industriedenkmale seit 2001 in Teilen als Monument historique eingeschrieben

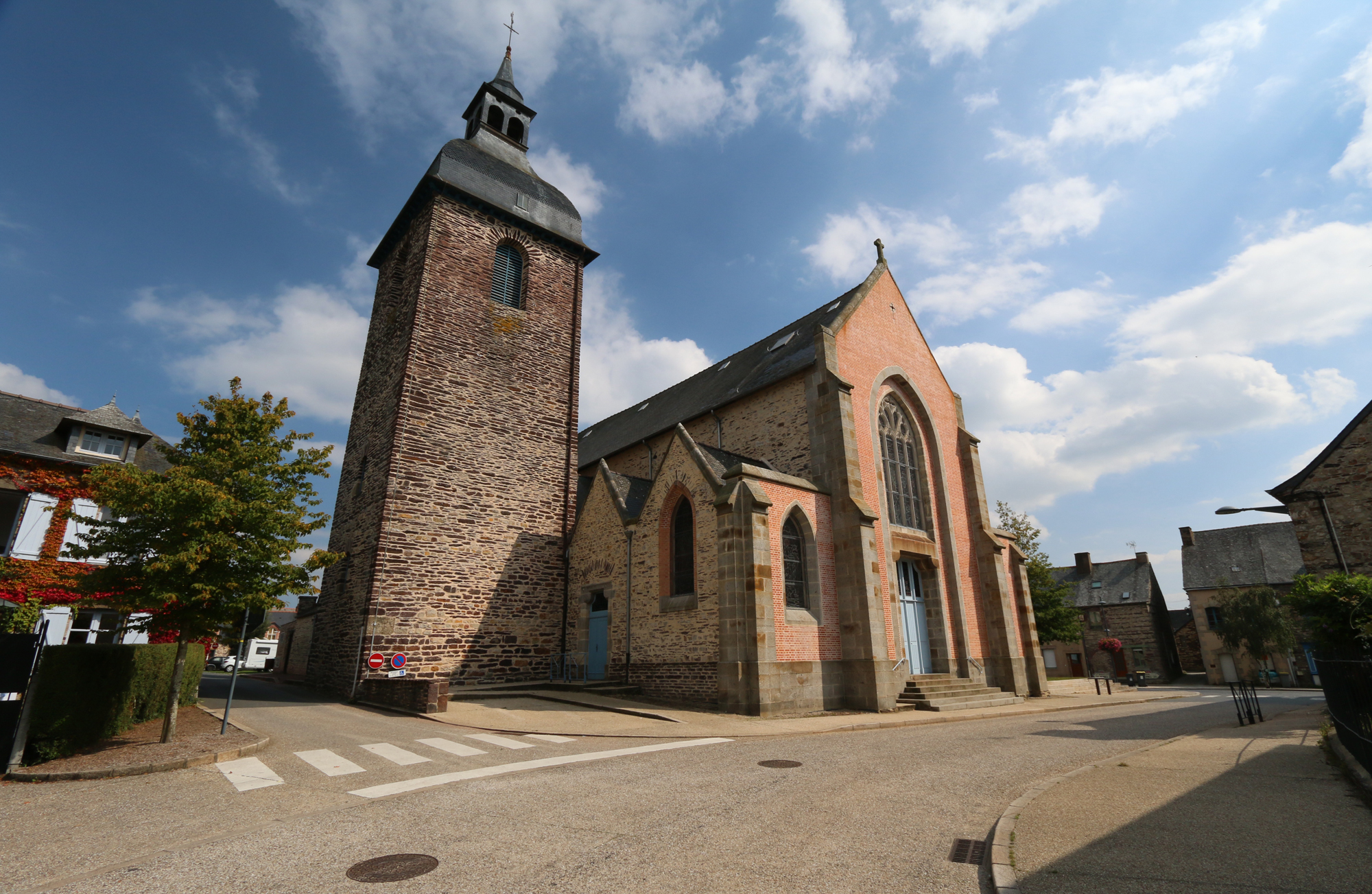
Kirche Saint-Pierre
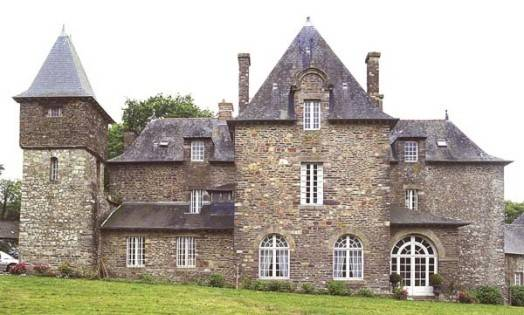
Herrenhaus Le Pont Mussard
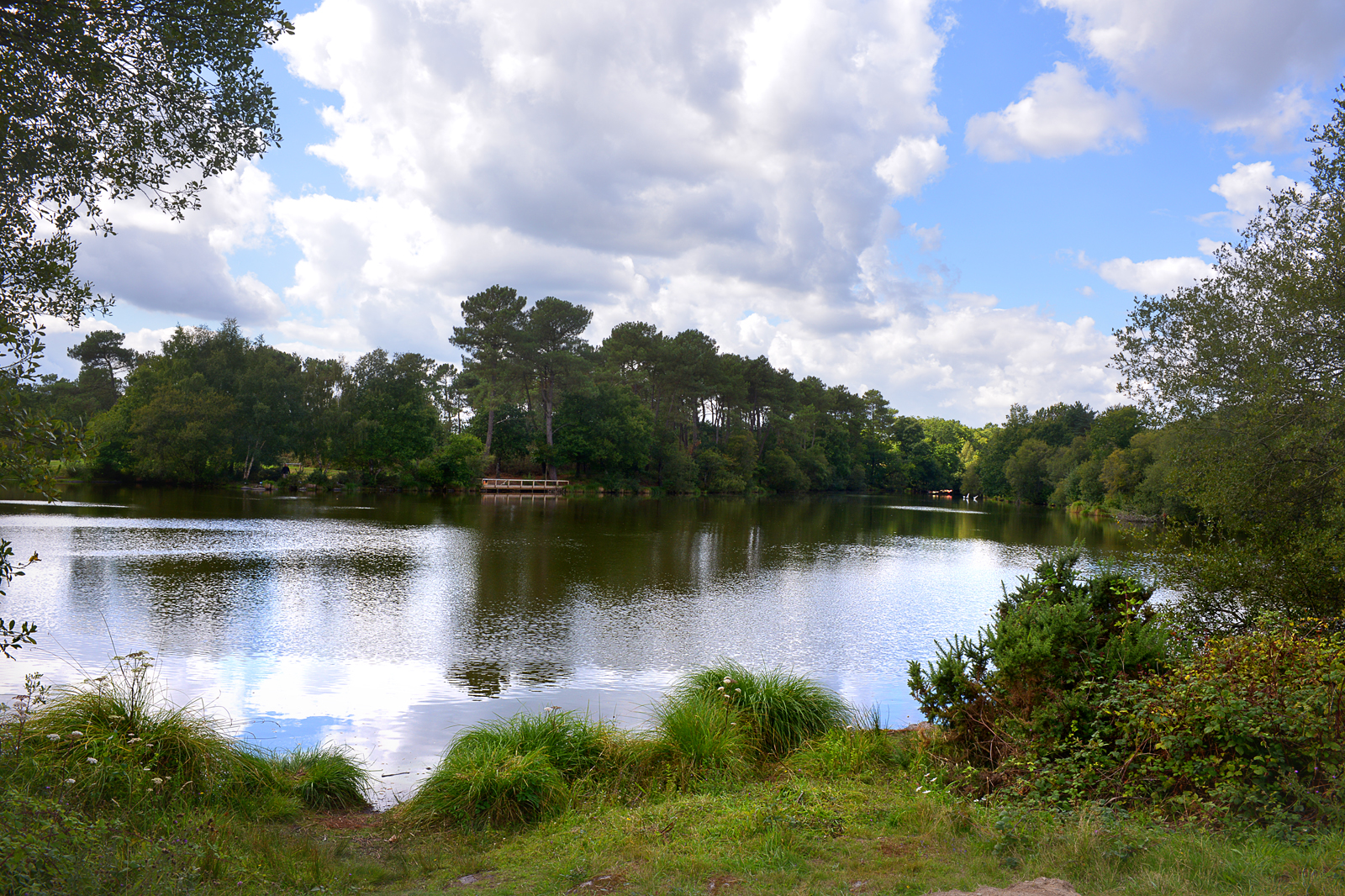
Teich von Trégu
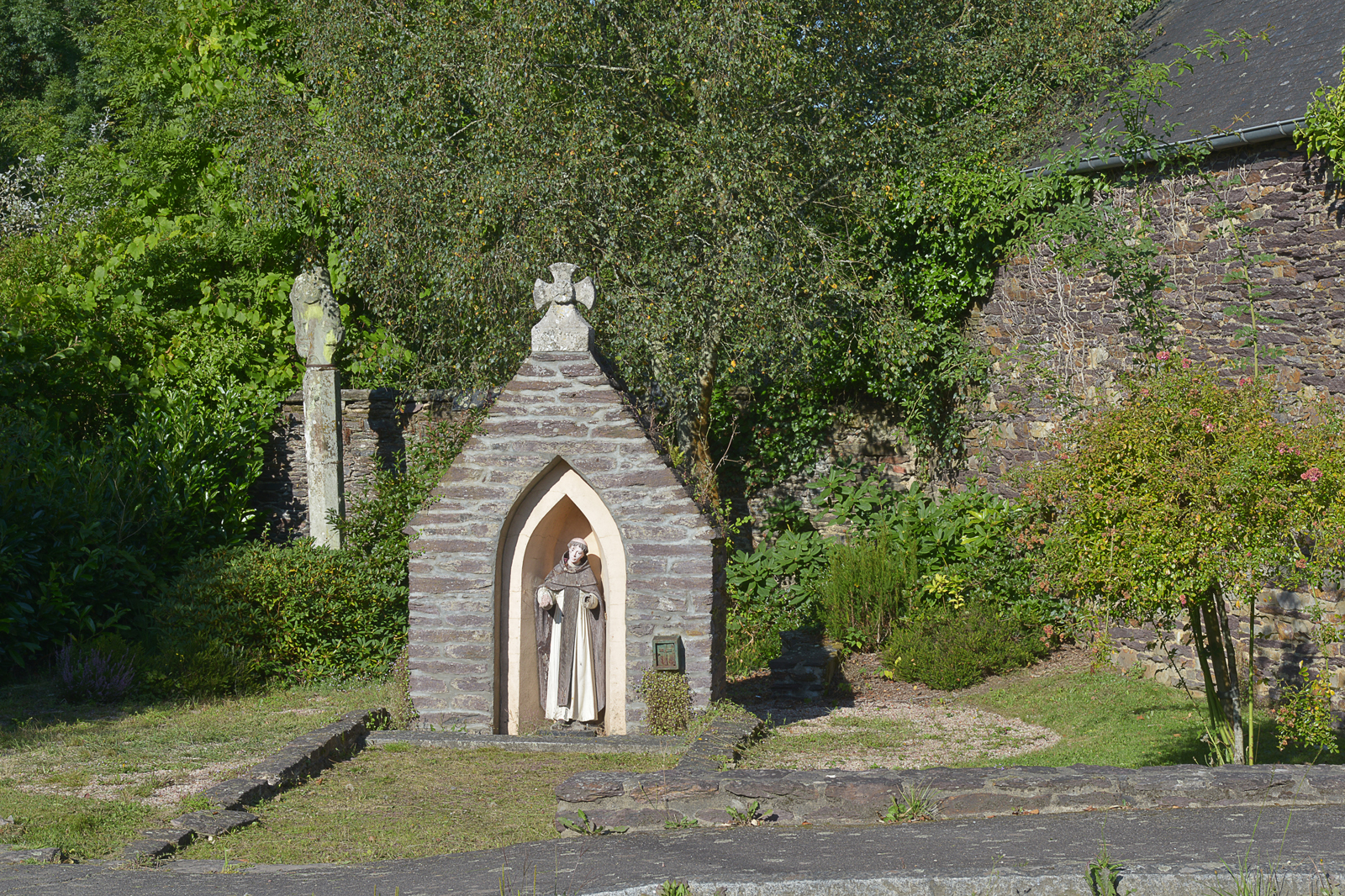
Brunnen von Saint Fiacre
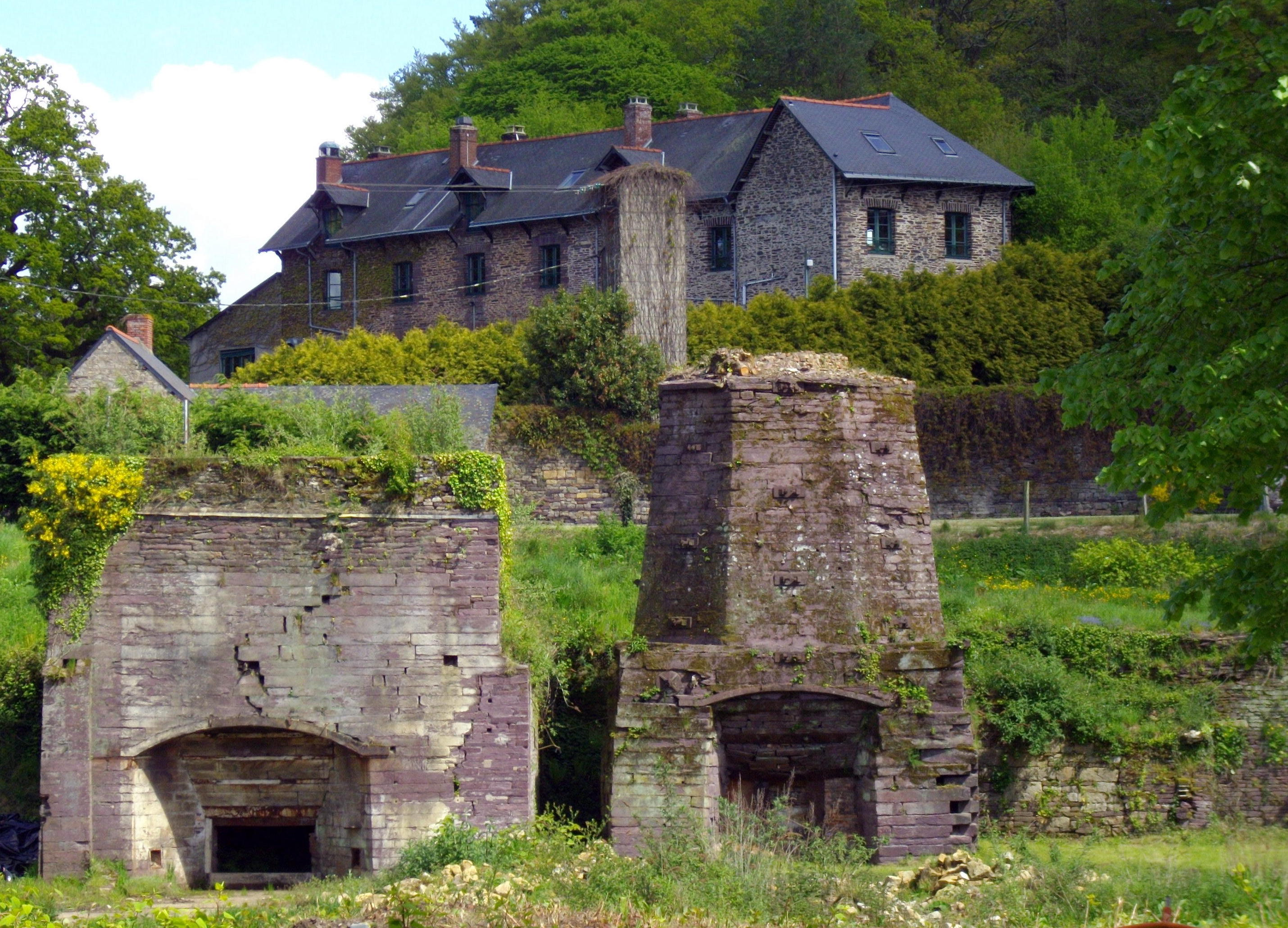
Ehemalige Hochöfen

## Persönlichkeiten
Der heilige Conuvoion (um 800–868) soll hier im neunten Jahrhundert das Kloster Saint-Maixent gegründet haben.